# За двома зайцями (п'єса)

Пам'ятник Проні і Голохвостому в Києві біля Андріївської церкви

«За двома́ зайця́ми» — комедійна п'єса українського драматурга Михайла Старицького. Написана 1883 року українською мовою.
У ній розповідається про цирульника Свирида Голохвостого, який намагається розбагатіти, одружившись із багатою міщанкою Пронею Сірко, і, водночас, залицяється до бідної дівчини-красуні Галі.
У п'єсі порушується проблема соціальної нерівності, висміюється життя українських зросійщених міщан Києва.

## Сюжет
Подружжя міщан Сірків у своєму будинку бідкається, що їхня дочка Проня змарніє від навчання в пансіонаті. В той же час цирульник Свирид Голохвостий зустрічає гурт простих парубків, перед якими зверхньо вихваляється своїми манерами та модою. Побачивши Проню, він починає залицятися до неї, маючи надію одружитися та отримати багатий посаг.
Того ж вечора Голохвостий бачить дівчину Галю, до якої нахабно залицяється. Свідком цього стає її мати Секлета — вона сварить дочку, а потім хоче покликати поліцію. Голохвостий заявляє, що дуже багатий і кохає Галю. Секлета змушує його поклястися перед церквою, що він не бреше.
Виявляється, Секлета та мати Проні, Явдоха, сестри. Вони сваряться через зверхність Проні до своїх родичів із простого народу. Роздратована, Секлета йде, а невдовзі в дім Сірків навідується Голохвостий. Сірки, намагаючись справити враження, одягаються в модний одяг, привезений Пронею. Голохвостий вдає, що він дуже розумний та має шляхетні манери. Сірки вирішують, що дочці треба саме такого нареченого. Тоді Голохвостий наполягає якнайшвидше зіграти весілля.
Невдовзі Голохвостий приходить у гості до Секлети, при цьому гидує її простим побутом. Секлета має сумніви, чи не збрехав він біля церкви, та Голохвостий повторює, що кохає Галю. Сама Галя проти стосунків, але мати наполягає, що шлюб з таким багатим чоловіком тільки на краще. Того дня Секлета святкує іменини, тож до неї приходять гості. Вона вирішує одразу ж спра́вити заручини Голохвостого зі своєю дочкою.
Настає день весілля Свирида з Пронею. На вулиці служниця Сірків, Химка, зустрічає подруг, які були на заручинах у будинку Секлети. Вони розуміють, що Голохвостий — пройдисвіт, і шлюб із Пронею потрібний йому лише задля грошей. Голохвостий тим часом хвалиться перед товаришами, що скоро будинок Сірків та їхня крамниця належатимуть йому.
Коли молодята йдуть вінчатися, їх наздоганяє Секлета та розповідає присутнім, що Голохвостий клявся одружитися з її Галею. Попри всі виправдання, шахрая з ганьбою проганяють. Степан розповідає, що Голохвостий ще й банкрут. Зізнавшись, що він банкрут і брехун, Голохвостий йде ні з чим.

## Дійові особи
- Прокіп Свиридович Сірко — міщанин, власник крамниці.
- Явдокія Пилипівна — його дружина.
- Проня — їхня дочка.
- Секлета Пилипівна Лимариха — сестра Явдокії, перекупка.
- Галя — її дочка.
- Свирид Петрович Голохвостий — збанкрутілий цирюльник.
- Настя, Наталка — подруги Проні.
- Химка — наймичка у Сірків.
- Федора — поденниця у Секлети.
- Степан Глейтюк — колишній наймит у Секлети, слюсар.
- Марта, Устя — гості в Явдокії.
- Меронія — живе при монастирі.
- «Два баси» — товариші Свирида.
- Йоська — лихвар.
- Квартальний, катеринщик (музикант із катеринкою), різні міщани.

## Створення
| М. Старицький |  | І. Нечуй-Левицький |

На початку 1880-х років українська театральна та письменницька інтелігенція створила культурний гурток, який мав на меті «розширення та збагачення» українського репертуару. Михайло Старицький, який входив до цього гуртка, почав обробляти малосценічну п'єсу Івана Нечуя-Левицького «На Кожум'яках». Навесні 1883 року роботу було закінчено і залишилося тільки домовитися з автором оригінального твору.
Так, 17 березня 1883 року Михайло Старицький звернувся до нього з листом, в якому зазначив:
|  | Драматичний комітет мені допоручив переглядіть Ваші «Кожум'яки» і виробить план, як би їх пририхтувать до сцени. Я зробив це і читав свій план, і його дуже хвалили; отож тепер засилаю його до Вас на санкцію... І дію треба зробити зовсім наново, а также здебільша й IV. II дія вирихтується із різних шматочків I Вашої і VI із нових додатків; III зостанеться без переміни |

Сам твір вважався спільним і перша його публікація містила прізвища обох письменників.
У тому ж році перероблена п'єса була дозволена цензурним комітетом до постанови театральною трупою М. Старицького. Після її прем'єри 4 листопада 1883 року у Києві комедія мала великий успіх і вже не сходила з репертуару українського театру.
Відомо, що роль цирульника Голохвостого зіграв Панас Саксаганський, Проні — Марія Садовська, Сірка — Іван Карпенко-Карий.
У 1887 році І. Нечуй-Левицький самостійно переробив первісну редакцію твору, але ця версія не набула популярності. Для всіх класичною лишилася саме редакція Михайла Старицького.
Іншою, менш відомою назвою п'єси є «Панська губа, та зубів нема».

## Екранізації
- «За двома зайцями» (1961) — комедійний художній фільм, знятий на Кіностудії ім. Довженка. Сценарій та постановка Віктора Іванова. Музику до фільму записав Симфонічний оркестр Українського радіо.

- «За двома зайцями» (2003) — українсько-російський мюзикл, знятий телеканалами «Інтер» (Україна) та «Перший канал» (Росія).